# História natural

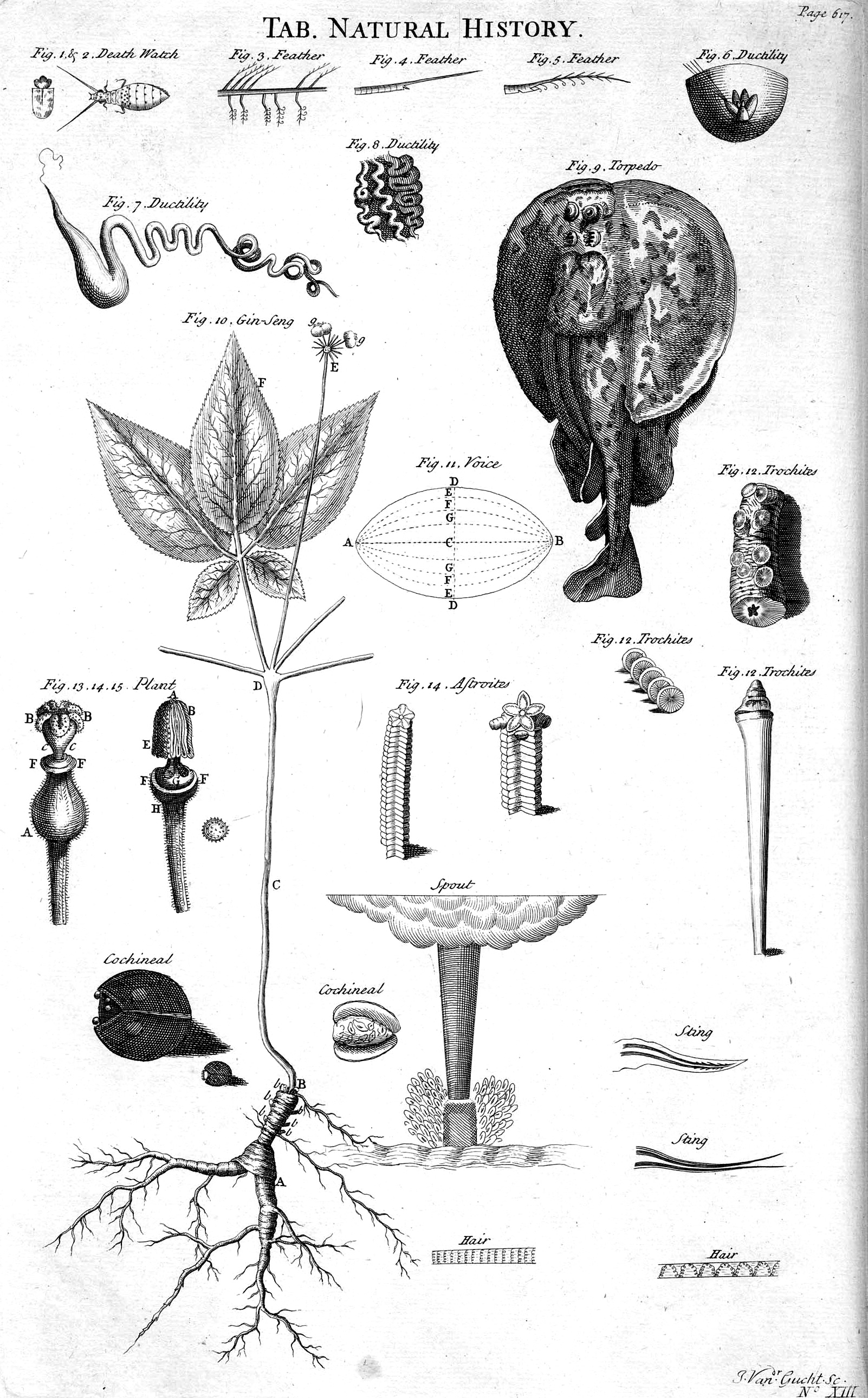
Tabela de história natural. Cyclopaedia de Ephraim Chambers, 1728

História natural é um termo genérico, atualmente em desuso, geralmente visto como um conjunto variado de disciplinas científicas distintas. A maior parte das definições inclui o estudo das coisas vivas (ex.: biologia, incluindo botânica e zoologia), enquanto que outras definições estendem o conceito até incluir a geografia, paleontologia, a ecologia ou a bioquímica, bem como partes da geologia e da física e até mesmo da meteorologia. A uma pessoa interessada em história natural chama-se naturalista.
Nos séculos XVIII e XIX, o termo história natural era usado com frequência, a fim de designar todos os estudos científicos, contrapondo-os à história política ou eclesiástica. Assim, a área que abrangia incluía todos os aspectos da física, da astronomia, da arqueologia e outros. Ainda se encontra este uso nos nomes de algumas instituições, como o Museu de História Natural, em Londres, o Museu Nacional de História Natural (parte da Smithsonian Institution) em Washington, D.C., o Museu Americano de História Natural em Nova Iorque (que publica uma revista chamada Natural History), etc.
Alguns cursos de Biologia no Brasil chamavam-se de História Natural, a título de exemplificação o curso de Ciências Biológicas do Instituto de Biociências da Universidade de São Paulo era chamado de Ciências Naturais de 1934 à 1942, História Natural até 1963, quando finalmente ganhou o nome atual.

## Antes de 1900
Na antiguidade, a “história natural” abrangia essencialmente qualquer coisa relacionada à natureza ou usava materiais extraídos da natureza, como a enciclopédia de Plínio, o Velho, com esse título, publicada entre 77 e 79 d.C., que abrange astronomia, geografia, seres humanos e sua tecnologia, medicina e superstição, além de animais e plantas.
Os acadêmicos europeus medievais consideravam que o conhecimento tinha duas divisões principais: as humanidades (principalmente o que hoje é conhecido como clássicos) e a divindade, com a ciência sendo estudada em grande parte por meio de textos, em vez de observação ou experimento. O estudo da natureza ressurgiu no Renascimento e rapidamente se tornou um terceiro ramo do conhecimento acadêmico, dividido em história natural descritiva e filosofia natural, o estudo analítico da natureza. Em termos modernos, a filosofia natural correspondia aproximadamente à física e à química modernas, enquanto a história natural incluía as ciências biológicas e geológicas. As duas estavam fortemente associadas. Durante o apogeu dos cientistas independentes (ou gentleman scientists), muitas pessoas contribuíram para os dois campos, e os primeiros artigos de ambos eram comumente lidos em reuniões de sociedades científicas profissionais, como a Royal Society e a Academia Francesa de Ciências, ambas fundadas no século XVII.
A história natural foi incentivada por motivos práticos, como a aspiração de Linnaeus de melhorar a condição econômica da Suécia. Da mesma forma, a Revolução Industrial estimulou o desenvolvimento da geologia para ajudar a encontrar depósitos minerais úteis.

## Desde 1900
As definições modernas de história natural vêm de diversos campos e fontes, e muitas das definições modernas enfatizam um aspecto específico do campo, criando uma pluralidade de definições com vários temas comuns entre elas. Por exemplo, embora a história natural seja mais frequentemente definida como um tipo de observação e um objeto de estudo, ela também pode ser definida como um corpo de conhecimento e como um ofício ou uma prática, em que a ênfase é colocada mais no observador do que no observado.
As definições dos biólogos geralmente se concentram no estudo científico de organismos individuais em seu ambiente, como visto nesta definição de Marston Bates: “História natural é o estudo de animais e plantas - de organismos. ... Gosto de pensar, então, na história natural como o estudo da vida no nível do indivíduo - do que as plantas e os animais fazem, como reagem uns aos outros e ao seu ambiente, como se organizam em grupos maiores, como populações e comunidades"  e esta definição mais recente de D.S. Wilcove e T. Eisner: "A observação atenta dos organismos - suas origens, sua evolução, seu comportamento e suas relações com outras espécies".
Esse foco nos organismos em seu ambiente também é repetido por H.W. Greene e J.B. Losos: “A história natural se concentra onde os organismos estão e o que eles fazem em seu ambiente, incluindo interações com outros organismos. Ela engloba as mudanças nos estados internos na medida em que elas dizem respeito ao que os organismos fazem”.
Algumas definições vão além, concentrando-se na observação direta de organismos em seus ambientes, tanto no passado quanto no presente, como esta de G.A. Bartholomew: “Um estudante de história natural, ou um naturalista, estuda o mundo observando plantas e animais diretamente. Como os organismos são funcionalmente inseparáveis do ambiente em que vivem e como sua estrutura e função não podem ser adequadamente interpretadas sem o conhecimento de parte de sua história evolutiva, o estudo da história natural abrange o estudo de fósseis, bem como aspectos fisiográficos e outros aspectos do ambiente físico”.